# Річард Гендерсон
Річард Гендерсон (англ. Richard Henderson; нар. 19 липня 1945, Единбург, Шотландія) — шотландський біофізик і молекулярний біолог. 4 жовтня 2017 року разом із Йоахімом Франком та Жаком Дюбоше отримав Нобелівську премію з хімії за розвиток кріоелектронної мікроскопії для визначення структур біомолекул.
У 1966 році Річард Гендерсон отримав диплом бакалавра фізики в університеті Единбурга. У 1969 році захистив дисертацію з молекулярної біології в університеті Кембриджа. У 1969/1970 роках був асистентом у Лабораторії молекулярної біології у Кембриджі. 1970—1973 отримав постдокторантуру в Єльському університеті. Наукову кар'єру продовжив керівником відділу Лабораторії молекулярної біології у Кембриджі у 1986—2006 роках.
Праці Річарда Гендерсона в основному присвячені структурній і молекулярній біології. Відомий дослідженнями бактеріородопсину за допомогою електронного мікроскопа і запропонованими атомними моделями структури мембранних білків. Робота по бактеріородопсину у 1990 році була першою фотографією білка протеїну в атомарному розділенні.

## Визнання
- 1978: Премія Вільям Бейт Гарді[en][3]
- 1980: Премія Ернста Руска[de]
- 1983: дійсний член Лондонського королівського товариства[4].
- 1984: медаль сера Ганса Кребса[en] від Федерації Європейських біохімічних товариств [en]
- 1990: Премія Розенстіла[en][5]
- 1993: Louis-Jeantet-Preis[de]
- 1998: іноземний член Національної академії наук США[6]
- 1998: член Академії медичних наук[en][7]
- 1999: Премія Григорія Аміноффа (разом з Нігел Юнвін[en])
- 2003: почесний член коледжу Корпус-Кристі
- 2003: Почесний член Британського біофізичного товариства[en][8]
- 2008: Почесний доктор наук Единбурзького університету
- 2016: Медаль Коплі[9].
- 2016: Alexander Hollaender Award in Biophysics[en]
- 2017: Премія Вайлі[en][10]
- 2017: Почесний член Королівського хімічного товариства (HonFRSC)
- 2017: Gjønnes Medal in Electron Crystallography[de]
- 2017: Нобелівська премія з хімії спільно з Жаком Дюбоше та Йоахімом Франком